# Bernd Imgrund

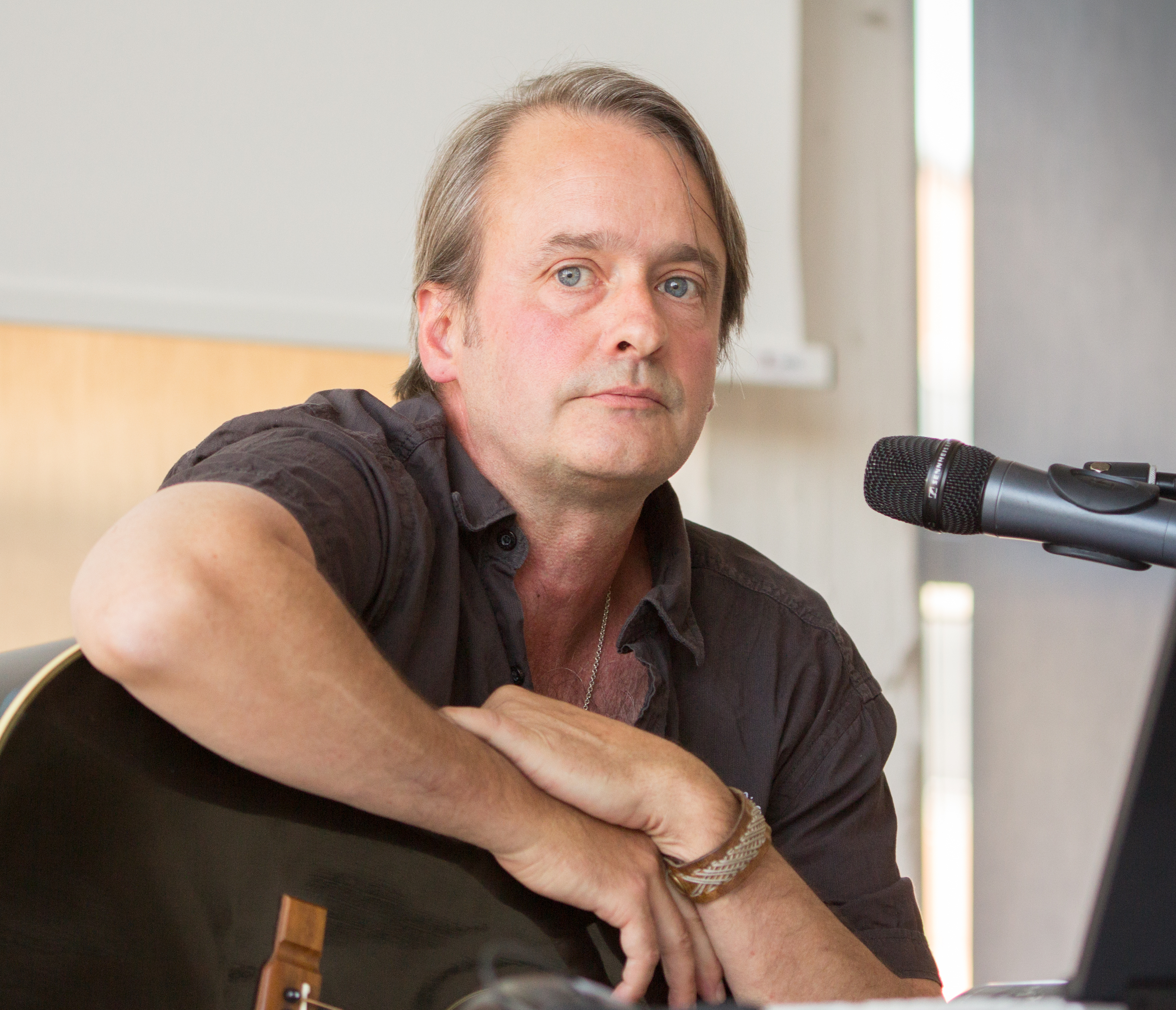
Bernd Imgrund 2015

Bernd Imgrund (* 1964 in Köln) ist ein deutscher Schriftsteller. Er lebt als freier Journalist und Autor in Köln. Unter anderem arbeitete er fünf Jahre als Politikredakteur der Kölner StadtRevue. Seit über 15 Jahren erscheint seine Interview-Serie Imgrund im Gespräch in der Kölnischen Rundschau.

## Veröffentlichungen (Auswahl)
- Das Skat-Lesebuch. Von Kiebitzen, Schneidern, Jungfrauen und Luschen. Die Werkstatt, Göttingen 2002, ISBN 3-89533-366-2.
- Korrupt. Kiepenheuer & Witsch, Köln 2002, ISBN 3-462-03530-4 (Roman).
- Kölner Sammelsurium. 298 Antworten auf die letzten Rätsel der Stadt. Emons, Köln 2006, ISBN 3-89705-441-8.
- Quinn Kuul. Haffmans bei Zweitausendeins, Frankfurt am Main 2007, ISBN 3-86150-584-3 (Roman).
- Ölle. Emons, Köln 2007, ISBN 3-89705-530-9 (satirischer Stadtführer für Köln).
- Fränki. Emons, Köln 2008, ISBN 3-89705-548-1 (Roman).
- 111 Kölner Orte, die man gesehen haben muss. Emons, Köln 2008, ISBN 978-3-89705-618-3 (Sachbuch).
- 111 Orte im Kölner Umland, die man gesehen haben muss. Emons, Köln, 2010, ISBN 978-3-89705-777-7.
- Ohne Rhein kein Dom. 33 spannende und ungewöhnliche Gespräche aus dem Kölner Leben. Emons, Köln 2010. ISBN 978-3-89705-713-5.
- 1000 verrückte Tischtennis-Tatsachen. Verlag Die Werkstatt, Göttingen 2012. ISBN 978-3-89533-868-7.
- Tommy Engel: Du bes Kölle, Autobiografie mit Bernd Imgrund, Kiepenheuer & Witsch, Köln 2012, ISBN 3-462-03827-3.
- Gib Gummi. 1000 erstaunliche Fakten für Biker. Verlag Die Werkstatt, Göttingen 2015. ISBN 978-3-7307-0181-2.
- 101 deutsche Orte die man gesehen haben muss. Konrad Theiss, Köln 2014 (4. Auflage). ISBN 978-3-8062-2978-3.
- Deutschland in 101 Ereignissen. Ein Reiseführer. Darmstadt 2018.
- mit Horst Lichter: Bares für Rares: Die spannendsten Geschichten, die interessantesten Objekte, die sensationellsten Gebote. Riva, 2020, ISBN 3-74530-822-0.
- Köln Kriminell. Greven, Köln 2021, ISBN 978-3-7743-0941-8.
- 1211 Wohnungen. Wie Chorweiler vor den Heuschrecken gerettet wurde. Greven, Köln 2023, ISBN 978-3-7743-0966-1.
- Clever durch Köln. Vom Weinberg zum Wallfahrtsort. 10 Themen-Touren zu Fuß und mit dem Rad. Greven, Köln 2024, ISBN 978-3-7743-0972-2.